# 塔穆宁
塔穆宁（Tamuning）是大洋洲关岛的一个村庄。它是关岛的经济中心，关岛唯一的公立医院位于此地。当地人口为18,012（2000年）.
有6个国家在此设立领事机构，分别为密克罗尼西亚联邦、日本、帕劳、菲律宾、韩国、中华民国。